# 高洙
高洙（1978年10月4日—），韓國男演員，名字常被譯為高修。

## 生平
2006年3月2日入伍服役，2008年4月25日結束兩年多的公益勤務要員工作正式退伍。
2012年2月17日，與小他11歲的圈外女友金惠妍結婚。2013年得子，2015年添女，2017年次子出生。

## 出演作品

### 電視劇
- 1999年：MBC《家門的榮耀》飾 小兒子
- 1999年：MBC《歡樂跳跳跳》
- 1999年：KBS《愛我好不好》
- 2000年：MBC《眼淚的訴說》
- 2000年：MBC《男生女生向前走》飾 高洙
- 2000年：MBC《媽媽姐姐（朝鲜语：엄마야 누나야 (드라마)）》飾 張慶彬
- 2001年：SBS《鋼琴（朝鲜语：피아노 (2001년 드라마)）》飾 韓再修
- 2002年：SBS《純真年代》飾 李泰錫
- 2003年：SBS《窈窕淑女（朝鲜语：요조숙녀）》飾 申泳鎬
- 2004年：SBS《當男人戀愛時（朝鲜语：남자가 사랑할 때 (2004년 드라마)）》飾 志勳
- 2005年：SBS《綠薔薇》飾 李正賢／張重元
- 2005年：SBS《嫁給百萬富翁》飾 金永勳
- 2009年：SBS《耶誕節會下雪嗎》飾 車康鎮
- 2013年：SBS《黃金帝國》飾 張泰柱
- 2016年：MBC《獄中花》飾 尹泰源
- 2018年：SBS《胸腔外科-盜取心臟的醫生們》飾 朴泰洙
- 2019年：JTBC《花黨：朝鮮婚姻介紹所》飾 世子
- 2020年：tvN《金錢遊戲》飾 蔡以憲
- 2020年：OCN《Missing：他們存在過》飾 金昱
- 2022年：tvN《Missing：他們存在過2》飾 金昱
- 2024年：tvN《假释审查官李韓信》饰演 李韓信
- 2025年：Wavve《Reverse（朝鲜语：리버스 (드라마)）》飾演

### 電影
- 2004年：《預知感能（朝鲜语：썸 (영화)）》飾 姜成柱
- 2009年：《白夜行》飾 金堯漢
- 2010年：《超能力者（朝鲜语：초능력자 (영화)）》飾 林奎男
- 2011年：《高地戰》飾 金秀赫
- 2012年：《愛情OK繃》飾 千康一
- 2013年：《回家的路》飾 金忠裴
- 2014年：《戀慕》飾 金敏宇（短篇電影）
- 2014年：《妙香山館》飾 南韓畫家（短篇電影）
- 2014年：《尚衣院》飾 李孔鎮
- 2016年：《德惠翁主》飾 李鍝（特別出演）
- 2017年：《清醒夢》飾 崔代浩
- 2017年：《石雕宅邸殺人事件（朝鲜语：석조저택 살인사건）》飾 李錫辰／崔承萬
- 2017年：《南漢山城》飾 徐涅釗
- 2018年：《白色惡魔;週五晚上的計程車司機（朝鲜语：-{하얀악마; 금요일 밤 택시드라이버}-）》（短篇電影）
- 2022年：《旁觀者們》飾 鄭益宰（短篇電影）
- 2026年：《群體》

### MV
- 1998年：Position《信》
- 1998年：Noise《派客Men》
- 1998年：Noise《致如大海般的你》
- 1999年：日本虛擬歌手DIKI 《ALBATROSS》
- 1999年：金章勳《悲傷禮物》（與李恩宙）
- 2000年：李賢道《暴風》
- 2001年：劉承俊《希望找到》（與劉承俊、金玟廷）
- 2001年：Luey《淚》（與河智苑）
- 2001年：張娜拉《淚流滿面》（與張娜拉）
- 2002年：姜衡祿《悲愴》（與金鐘民）
- 2002年：Position《最後的約定》（與金荷娜、曹在顯）
- 2003年：JuJu Club《1：1》
- 2003年：李秀英《形單影支》（與孔曉振、趙胤熙）
- 2003年：李秀英《仍然緊閉雙唇》（與孔曉振、趙胤熙）
- 2004年：朴慧京《告白》（與崔貞允）

## 獎項
- 2000年：MBC演技大賞 新人賞《媽媽姐姐（朝鲜语：엄마야 누나야 (드라마)）》
- 2001年：SBS演技大賞 人氣賞、新星賞《鋼琴（朝鲜语：피아노 (2001년 드라마)）》
- 2002年：SBS演技大賞 Drama Special部門 男子演技賞、十大明星賞《純真年代》
- 2005年：SBS演技大賞 特別企劃部門 男子演技賞《綠薔薇》
- 2005年：SBS演技大賞 十大明星賞《綠薔薇》、《嫁給百萬富翁》
- 2005年：第42屆大鐘獎 男新人賞《預知感能（朝鲜语：썸 (영화)）》
- 2010年：第14屆富川國際奇幻電影節 最受觀眾歡迎男演員獎《白夜行》
- 2011年：第32屆青龍電影獎 人氣演員賞《高地戰》
- 2014年：第34屆黃金攝影獎（朝鲜语：황금촬영상） 最佳男主角獎《回家的路》
- 2023年：第九屆APAN Star Awards - 長篇劇 － 男子最優秀演技獎《Missing：他們存在過2》

## 外部連結
- 高洙的Instagram帳戶
- 經紀公司個人網頁